# おいでよ亀有
「おいでよ亀有」（おいでよかめあり）は、両津勘吉（ラサール石井）とこち亀うぃ〜ん合唱団／斉藤レイとこち亀うぃ〜ん合唱団のシングル。1999年12月18日に日本コロムビアから発売された。

## 概要
- 2016年現在、両津勘吉とこち亀うぃ〜ん合唱団の唯一のシングルである。
- A面曲B面曲どちらもラサール石井が作詞を担当している。
- 『おいでよ亀有』における両津勘吉以後のアーティスト名表記にはブレがあり、本シングルでは「こち亀うぃ〜ん合唱団」であるが、TVアニメのクレジットでは「「こち亀」うぃーん合唱団」、2003年に発売された主題歌集CD『こち亀百歌選〜主題歌ベストコレクション〜』では「こち亀うぃ〜ん少年合唱団」とクレジットされている。

### おいでよ亀有
- 元は舞台版『こちら葛飾区亀有公園前派出所』のテーマソングとして制作された楽曲であり、同作のアニメ版でも第145話（1999年12月5日）〜TVSP9弾（2000年12月24日）まで使用された。オープニングテーマだけでなく、エンディングテーマや番組後期の提供クレジット用BGMとしても使用され、最終回でも流れた。さらに、2016年9月18日に放送されたスペシャルアニメ『こちら葛飾区亀有公園前派出所 THE FINAL 両津勘吉 最後の日』のエンディングにも使われた。
- 使用期間中の数話のオープニングで、曲の途中を省略するバージョンが放送された。
- 作詞者であるラサール石井演じる両津勘吉の少年時代を思い出させるかのような雰囲気の歌詞である。
- ポケモンショックを受けた注意喚起として、オープニングでこの曲が流れる前には、こち亀の登場人物が「テッ、テッ、テレビを見る時はぁ〜、部屋を明るくして離れてみてね!」と歌っていた。

### 亀有は昨日も晴れだった
- 舞台版『こちら葛飾区亀有公園前派出所』の劇中で麻里愛が歌う挿入歌として制作された楽曲である[1]。同作のアニメ版では挿入歌として使用された。CDには「舞台版 マリアの歌」と記載されている。
- この歌のボーカルを担当している斉藤レイは舞台版では麻里愛役を演じ、アニメ版ではジョディー・爆竜・カレン役を演じている。
- 2016年の舞台版では、麻里愛を演じた小林由佳が歌唱した。

## こち亀うぃ〜ん合唱団
- ラサール石井
- 伊藤明賢
- 水谷ケイ
- 清水宏
- 斉藤レイ
- 岸祐二
- 西村仁
- 鈴木杏子
- 尾小平志津香
- 星野園美
- 植木誠
- 市毛みどり
- AKIKO
- 長谷川達之

## 収録曲
（全作詞：ラサール石井、作曲・編曲：佐橋俊彦）
1. おいでよ亀有 [3:23]
歌：両津勘吉とこち亀うぃ〜ん合唱団
2. 亀有は昨日も晴れだった [4:21]
歌：斉藤レイとこち亀うぃ〜ん合唱団
3. おいでよ亀有（オリジナル・カラオケ） [3:22]
4. 亀有は昨日も晴れだった（オリジナル・カラオケ） [4:20]

## 収録アルバム
| 曲名                   | 収録アルバム                                                                                        | 発売日         | 規格品番      |
| ---------------------- | --------------------------------------------------------------------------------------------------- | -------------- | ------------- |
| おいでよ亀有           | 『テレビ☆こどものうた 〜OK〜』                                                                      | 2000年5月20日  | COCX-30926    |
| おいでよ亀有           | 『テレビアニメ ヒットパレード』                                                                     | 2000年5月20日  | COCX-30936    |
| おいでよ亀有           | 『テレビアニメ ヒットパレード 男の子向き』                                                          | 2000年5月20日  | COCX-30937    |
| おいでよ亀有           | 『最新テレビまんが テーマソングファイル 〜SFヒーロー編〜』                                          | 2000年8月19日  | COCX-31066〜7 |
| おいでよ亀有           | 『最新テレビまんが テーマソングファイル 〜ファンタジー編〜』                                        | 2000年8月19日  | COCX-31068〜9 |
| おいでよ亀有           | 『ベストヒットアニメソング2000 〜男の子向き〜』                                                     | 2000年11月18日 | COCX-31210    |
| おいでよ亀有           | 『ベストヒットアニメソング2000 〜女の子向き〜』                                                     | 2000年11月18日 | COCX-31211    |
| おいでよ亀有           | 『みんなでアニメソング 最新ベストヒットアルバム』                                                   | 2001年2月21日  | COCX-31296〜7 |
| おいでよ亀有           | 『テレビまんが大行進 男の子 おとこの子 おとこのこ』                                                 | 2002年2月21日  | COCX-31790〜1 |
| おいでよ亀有           | 『こち亀百歌選 〜主題歌ベストコレクション〜』                                                       | 2003年3月19日  | PCCA-01869    |
| おいでよ亀有           | 『最新!親子でききたい♪ てれびまんが主題歌』                                                         | 2004年5月19日  | COCX-32740    |
| おいでよ亀有           | 『とべっ!! 最新TVまんが』                                                                           | 2004年7月21日  | COCX-32823〜4 |
| おいでよ亀有           | 『舞台版『こちら葛飾区亀有公演前派出所』30周年だよ! おいしいとこ取りスペシャル ソングコレクション』 | 2006年11月22日 | NECA-30176    |
| 亀有は昨日も晴れだった | 『舞台版『こちら葛飾区亀有公演前派出所』30周年だよ! おいしいとこ取りスペシャル ソングコレクション』 | 2006年11月22日 | NECA-30176    |